# Milan Šumichrast
Milan Šumichrast (* 1. září 1959) je bývalý český hokejový obránce.

## Hokejová kariéra
V československé lize hrál za TJ Vítkovice. V roce 1981 získal s Vítkovicemi mistrovský titul. V nižších soutěžích hrál i za TJ ŽĎAS Žďár nad Sázavou.

## Klubové statistiky
| Sezona    | Klub         | Soutěž  | Základní část | Základní část | Základní část | Základní část | Základní část |
| Sezona    | Klub         | Soutěž  | Z             | G             | A             | B             | TM            |
| --------- | ------------ | ------- | ------------- | ------------- | ------------- | ------------- | ------------- |
| 1980/1981 | TJ Vítkovice | 1. liga | 16            | 0             | 2             | 2             | 8             |